# Vuelta a Andalucía 1925
La 1ª edición de la Vuelta a Andalucía se disputó entre el 28 de octubre y el 1 de noviembre de 1925 con un recorrido de 735,00 km dividido en 5 etapas, con inicio y final en Sevilla. 
El vencedor, el español Ricardo Montero, cubrió la prueba a una velocidad media de 25,060 km/h imponiéndose por tan sólo 2 segundos al segundo clasificado Victorino Otero.
Participaron 35 corredores, todos ellos españoles, de los que sólo lograron finalizar la prueba 24 ciclistas entre los que destacó Telmo García que logró 3 victorias de etapa.

## Etapas
| Etapa | Fecha          | Recorrido          | Km    | Ganador de la etapa  |
| 1ª    | 28 de octubre  | Sevilla - Córdoba  | 131,0 | Ricardo Montero      |
| 2ª    | 29 de octubre  | Córdoba - Córdoba  | 183   | Victorino Otero      |
| 3ª    | 30 de octubre  | Málaga - Algeciras | 140,0 | Segundo Barruetabeña |
| 4ª    | 31 de octubre  | Algeciras - Cádiz  | 125   | Telmo García         |
| 5ª    | 1 de noviembre | Cádiz - Sevilla    | 156,0 | Telmo García         |

## Clasificación final
|    | Ciclista             | Equipo | Tiempo       |
| -- | -------------------- | ------ | ------------ |
| 1  | Ricardo Montero      |        | 29h 32' 34"  |
| 2  | Victorino Otero      |        | + 2"         |
| 3  | Telmo García         |        | + 15' 20"    |
| 4  | Domingo Gutiérrez    |        | + 19' 24"    |
| 5  | Segundo Barruetabeña |        | + 27' 28"    |
| 6  | José Luis Miner      |        | + 35' 23"    |
| 7  | Silvestre Ginard     |        | + 58' 27"    |
| 8  | Manuel López         |        | + 1h 10' 16" |
| 9  | Demetrio del Val     |        | + 1h 15' 22" |
| 10 | Lucas Jauregui       |        | + 1h 19' 19" |